# Pierwszy rejs
Pierwszy rejs (tytuł oryginalny: Lundrimi i parë) – albański film fabularny z roku 1984 w reżyserii Hysena Hakaniego.

## Opis fabuły
Akcja filmu rozgrywa się na pokładzie statku "Shqiponja", zajmującego się połowem ryb. Oficerowie kłócą się o najwłaściwsze metody poszukiwania ławic ryb. Pierwszy raz służbę na statku pełni młody oficer Petrit. On też uświadamia kapitanowi, aby wprowadził nowe metody połowów.
Film realizowano w Durrës. W roli statystów wystąpili pracownicy miejscowego przedsiębiorstwa połowowego.

## Obsada
- Arben Latifi jako Ilir
- Ndrek Luca jako Qazim
- Stavri Shkurti jako Borak
- Vangjel Heba jako Mihal
- Kristaq Skrami jako Petrit
- Mina Koxhaku jako Petro
- Ketrin Gjonçe jako Aulona
- Lida Hoxha jako Valmora
- Muharrem Hoxha jako Habib
- Gjergj Luca jako Bujar
- Josif Koci